# Danh sách Thủ tướng Belarus
Đây là danh sách lãnh đạo chính phủ Belarus từ 1918 tới nay.

## Cộng hòa Nhân dân Belarus(1918–1920)

### Chủ tịch Ban Thư ký Nhân dân
- Jazep Varonka (21/2 – 5/1918)
- Jan Sierada (6 – 8/1918)
- Raman Skirmunt (8 – 10/1918)
- Anton Łuckievič (10 – 11/10/1918)

### Chủ tịch Hội đồng Bộ trưởng
- Anton Łuckievič (10/1918 – 13/12/1919)
- Vacłaŭ Łastoŭski (13/12/1919 – 1920)

## Cộng hòa Nhân dân Belarustại hải ngoại (1920–nay)

### Chủ tịch Hội đồng Bộ trưởng
(Tại Vilnius tới 1925, sau đó là Prague, nay tại Canada)
- Vacłaŭ Łastoŭski (1920 – 23/8/1923)
- Alaksandar Ćvikievič (23/8/1923 – 10/1925)
- Vasil Zacharka (10/1925 – 6/3/1943)
- Mikoła Abramčyk (6/3/1943 – 21/6/1948)

## Cộng hòa Xã hội chủ nghĩa Xô viết Byelorussia(1920–1991)

### Chủ tịch Dân ủy Nhân dân
- Alaksandar Čarviakoŭ (1/8/1920 – 17/3/1924)
- Jazep Adamovič (17/3/1924 – 7/5/1927)
- Mikałaj Haładzied (7/5/1927 – 30/5/1937)
- Daniła Vałkovič (30/5 – 8/9/1937)
- Apanas Kavaloŭ (10/9/1937 – 28/7/1938)
- Kuźma Kisialoŭ (28/7/1938 – 28/6/1940)
- Ivan Bylinski (28/6/1940 – 7/2/1944) (tại Cộng hòa Xã hội chủ nghĩa Xô viết Liên bang Nga từ 6/1941 tới 7/1944)
- Pantełejmon Ponomarenko (7/2/1944 – 1946)

### Chủ tịch Hội đồng Bộ trưởng
- Pantełejmon Ponomarenko (1946 – 15/3/1948)
- Alaksiej Klaščoŭ (15/3/1948 – 25/6/1953)
- Kiryła Mazuraŭ (25/6/1953 – 28/7/1956)
- Mikałaj Aŭchimovič (28/7/1956 – 9/4/1959)
- Cichan Kisialoŭ (9/4/1959 – 11/12/1978)
- Alaksandar Aksionaŭ (11/12/1978 – 8/7/1983)
- Uładzimier Brovikaŭ (8/7/1983 – 10/1/1986)
- Michaił Kavaloŭ (10/1/1986 – 7/4/1990)
- Viačasłaŭ Kiebič (7/4/1990 – 19/9/1991)

## Cộng hòa Belarus(1991–nay)

### Thủ tướng
| STT | Chân dung                                                                                                  | Họ và tên (sinh-mất)         | Bổ nhiệm   | Miễn nhiệm | Nhiệm kỳ (ngày) | Nguyên thủ quốc gia Cộng hòa Belarus (1. Nhiệm kỳ) (2. Chính Đảng)                                              |
| --- | --- | ---------------------------- | ---------- | ---------- | --------------- | --- |
| 1   | | Viačasłaŭ Kiebič (1936-2020) | 19/9/1991  | 21/7/1994  | 1566            | Stanisłaŭ Šuškievič (1. 15/8/1991–26/1/1994, là Chủ tịch Xô viết Tối cao Cộng hòa Belarus) (2. Không đảng phái) |
| 1   | Miečysłaŭ Hryb (1. 28/1/1994–20/7/1994, là Chủ tịch Xô viết Tối cao Cộng hòa Belarus) (2. Không đảng phái) | Viačasłaŭ Kiebič (1936-2020) | 19/9/1991  | 21/7/1994  | 1566            | |
| 2   | | Michaił Čyhir (1948-)        | 21/7/1994  | 18/11/1996 | 851             | Alaksandar Łukašenka (1. 20/7/1994–, là Tổng thống Cộng hòa Belarus) (2. Không đảng phái)                       |
| 3   | | Siarhiej Linh (1937-)        | 18/11/1996 | 18/2/2000  | 1187            | Alaksandar Łukašenka (1. 20/7/1994–, là Tổng thống Cộng hòa Belarus) (2. Không đảng phái)                       |
| 4   | | Uładzimier Jarmošyn (1942-)  | 18/2/2000  | 1/10/2001  | 591             | Alaksandar Łukašenka (1. 20/7/1994–, là Tổng thống Cộng hòa Belarus) (2. Không đảng phái)                       |
| 5   | | Hienadź Navicki (1949-)      | 1/10/2001  | 10/7/2003  | 647             | Alaksandar Łukašenka (1. 20/7/1994–, là Tổng thống Cộng hòa Belarus) (2. Không đảng phái)                       |
| 6   | | Siarhiej Sidorski (1954-)    | 10/7/2003  | 28/12/2010 | 2728            | Alaksandar Łukašenka (1. 20/7/1994–, là Tổng thống Cộng hòa Belarus) (2. Không đảng phái)                       |
| 7   | | Michaił Miaśnikovič (1950-)  | 28/12/2010 | 27/12/2014 | 1461            | Alaksandar Łukašenka (1. 20/7/1994–, là Tổng thống Cộng hòa Belarus) (2. Không đảng phái)                       |
| 8   | | Andrej Kabiakoŭ (1960-)      | 27/12/2014 | 18/08/2018 | 1330            | Alaksandar Łukašenka (1. 20/7/1994–, là Tổng thống Cộng hòa Belarus) (2. Không đảng phái)                       |
| 9   | | Siarhiej Rumas (1969-)       | 18/08/2018 | 03/06/2020 | 655             | Alaksandar Łukašenka (1. 20/7/1994–, là Tổng thống Cộng hòa Belarus) (2. Không đảng phái)                       |
| 10  | | Raman Hałoŭčanka (1973-)     | 03/06/2020 |            |                 | Alaksandar Łukašenka (1. 20/7/1994–, là Tổng thống Cộng hòa Belarus) (2. Không đảng phái)                       |